# كارلوس غاتيكير
كارلوس غاتيكير (بالإسبانية: Carlos Gattiker)‏ (مواليد 6 يونيو 1956 - الوفاة 19 مايو 2010) هو لاعب كرة مضرب أرجنتيني سابق كان يلعب باليد اليمنى.

## روابط خارجية
- كارلوس غاتيكير على موقع رابطة محترفي التنس (الإنجليزية)
- كارلوس غاتيكير على موقع الاتحاد الدولي لكرة المضرب (الإنجليزية)
- كارلوس غاتيكير على موقع كأس ديفيز (الإنجليزية)
- كارلوس غاتيكير على موقع خلاصة التنس.كوم (الإنجليزية)